# Chuck Taylor All-Stars
Chuck Taylor All-Stars ili Converse All-Stars (u hrvatskom zvane starke) su popularne tenisice koje proizvodi tvrtka Converse. Po prvi put su proizvedene 1917. te su prvobitno bile namijenjene košarkašima.

## Povijest
Starke je prvi popularizirao košarkaš Chuck Taylor, a 1923. su nazvane po njemu, te je tako postao prvi sportaš koji je svojim imenom "zaštitio" neku modnu marku. Starke su postale osobito poznate nakon drugog svjetskog rata, te su se počele proizvoditi u raznim varijantama. 
Starke su ubrzo postale simbol mladenačkog bunta, 1970-ih i 1980-ih su, između ostalog, zbog sastava Ramones, Nirvana i Green Day postale neizostavnim dijelom punk-rock kulture.
Godine 2003., zbog financijskih problema u kojima se našla, tvrtka Converse je prodana kompaniji Nike, te su starke postale privlačnije i široj populaciji. 

## Vanjske poveznice
- Službena stranica Conversea  Arhivirana inačica izvorne stranice od 19. rujna 2023. (Wayback Machine)